# Đurđa Adlešič
Đurđa Adlešič és la líder del Partit Social Liberal Croat.
Đurđa Adlešič entrà al món de la política de Croàcia a la dècada dels 90 com a membre del Partit Liberal Social de Croàcia. Escalà posicions dins el partit gradualment, però el seu moment d'auge fou després de les eleccions de l'any 2000. Esdevingué un dels oficials que s'encargaren de la seguretat nacional i altres afers del Parlament de Croàcia.
La seva reputació sobrevisqué tot i els rumors que asseguraven que pertanyia als serveis de seguretat croats 90.
Després que l'any 2002 el Partit Social Liberal Croat abandonés el govern, ella també feu el mateix. La seva bona reputació romangué intacta al seu comtat natiu de Bjelovar-Bilogora, especialment al poble de Bjelovar, del qual n'havia estat batllessa. Gràcies al gran suport regional que conservà, fou un dels dos membres escollits del HSLS al Parlament a les eleccions del 2003.
L'any 2005 es presentà com a candidata del HSLS a les eleccions presidencials de Croàcia. Quedà en la quarta posició.